# Davide Gavazzi
Davide Gavazzi (Sondrio, 7 maggio 1986) è un calciatore italiano, centrocampista della Talamonese.

## Caratteristiche tecniche
È una mezz'ala duttile tatticamente, che gioca prevalentemente nella corsia di destra in un centrocampo a tre. Può agire anche da trequartista, oppure all'occorrenza può essere impiegato da terzino destro o come ala offensiva, oltre che da esterno di centrocampo sia a destra che a sinistra.

## Carriera

### Club

#### Giovanili e le esperienze in Serie D
Cresciuto nelle giovanili del Talamona a 15 anni si trasferisce a Milano per giocare nella giovanili del Milan dove rimane per due stagioni; dopo l'esperienza in rossonero nel 2003 decide di trasferirsi al Lecco.
La stagione successiva passa al Como, nel quale gioca per la sua prima stagione solamente nella formazione Juniores.
Dalla stagione 2005-2006 viene inserito in prima squadra, con i lariani gioca in due stagioni 31 partite di Serie D mettendo a segno 1 gol.
L'estate 2007 si trattiene in Lombardia per giocare nel Renate con cui disputa altri due campionati dilettanti giocando in totale 40 partite e mettendo a segno 8 gol.

#### Vicenza
Nella stagione 2009-2010 fa il doppio salto in avanti andando a giocare nel Vicenza in Serie B.
L'esordio con la maglia dei Biancorossi avviene il 9 agosto 2009 nella partita di Coppa Italia Vicenza-Cremonese 1-2. L'esordio invece in Serie B si avvera alla 1ª giornata di Campionato nel match AlbinoLeffe-Vicenza 2-2.
La sua prima stagione in biancorosso si conclude con 38 presenze e 4 gol in Campionato, rispettivamente a Mantova, Frosinone, Ascoli e Salernitana.
Nella stagione successiva viene continuato ad essere considerato una pedina importante per lo scacchiere dei Lanerossi, infatti gioca altre 32 partite di B e 3 di Coppa Italia.
Rimane con i Berici anche per disputare la Serie B 2011-2012 dove Davide gioca 33 partite mettendo a segno 2 gol (Sampdoria e Bari); disputa anche i play-out e una partita di Coppa Italia.
Il 7 settembre 2012, nell'ambito dell'operazione che porta Laczkó, Padalino e Semioli al Vicenza, viene ceduto l'intero cartellino del giocatore alla Sampdoria che però lo lascia ancora una stagione in prestito alla squadra veneta.
Il 22 settembre segna, con un delicato pallonetto che supera il portiere avversario Arcari, il gol del definitivo pareggio nella gara Vicenza-Brescia 2-2.
Il 3 novembre durante la partita Vicenza-Lanciano 0-1 si infortuna gravemente causandosi una parziale rottura del legamento crociato anteriore del ginocchio destro.

#### Sampdoria e Ternana
Il 17 gennaio 2013 la Sampdoria comunica di aver risolto consensualmente con il Vicenza l'accordo di prestito di Davide; così facendo il calciatore si trasferisce a Genova per completare l'ultima parte del suo recupero dall'infortunio che lo costringerà lontano dai campi fino al termine della stagione. Il 19 febbraio 2013 si reca per la prima volta al Centro Sportivo Gloriano Mugnaini per essere sottoposto alle cure riabilitative per il ginocchio destro.
Compie il suo esordio in Serie A e nelle file dei blucerchiati il 21 settembre 2013 a Trieste, venendo schierato da mister Delio Rossi nella formazione titolare che pareggia 2 a 2 contro il Cagliari.
Il 21 gennaio 2014 la Samp comunica di aver ceduto a titolo temporaneo alla Ternana i diritti sportivi del calciatore. Quattro giorni dopo, in Carpi-Ternana 1-2, Davide gioca dal primo minuto la sua prima partita con la maglia delle Fere. Conclude la sua metà stagione in Umbria con 21 presenze e 1 gol (realizzato contro il Novara).
Il 22 agosto 2014 la Sampdoria rinnova il prestito di Davide a Terni anche per la stagione 2014-2015. Dopo una buona stagione terminata 41 presenze e due reti, contribuendo alla salvezza della squadra umbria, fa ritorno in Liguria.

#### Avellino
Il 10 luglio 2015 lascia la Sampdoria a titolo definitivo firmando un contratto triennale con l'Avellino. L'esordio in biancoverde avviene in occasione della prima gara ufficiale stagionale, in Coppa Italia contro la Casertana. In campionato esordisce alla prima giornata in occasione del derby contro la Salernitana. Realizza il suo primo gol, con la casacca biancoverde, il 27 ottobre contro l'Ascoli e si ripete un mese più tardi, sempre in casa, contro il Perugia. 
Il 17 settembre 2016 subisce un grave infortunio al legamento sinistro, che lo terrà fuori dai campi per più di un anno. Torna a disputare una partita di campionato il 21 gennaio 2018, nella sconfitta per 2-3 contro il Brescia. Un mese più tardi, trova la sua prima doppietta in Serie B, siglando le due reti che permettono ai campani di imporsi 2-1 sul Novara, tornando al gol dopo più di due anni (quest'ultimo proprio contro il Novara).

#### Pordenone
Il 19 luglio 2018, viene ingaggiato dal Pordenone, squadra militante in Serie C, con la quale raggiunge, alla penultima giornata del campionato una storica promozione in Serie B. Il 23 novembre 2019 segna il primo gol in serie B con i ramarri in occasione del successo per 3-0 sul Perugia. 
Il 10 febbraio 2021 rescinde il suo contratto con i friulani.
L'11 gennaio 2022, a quasi un anno dal suo addio ai neroverdi, fa ritorno al Pordenone, firmando fino al termine della stagione.

## Statistiche

### Presenze e reti nei club
Statistiche aggiornate al 30 maggio 2023.
| Stagione         | Squadra          | Campionato       | Campionato | Campionato | Coppe nazionali | Coppe nazionali | Coppe nazionali | Coppe continentali | Coppe continentali | Coppe continentali | Altre coppe | Altre coppe | Altre coppe | Totale | Totale |
| Stagione         | Squadra          | Comp             | Pres       | Reti       | Comp            | Pres            | Reti            | Comp               | Pres               | Reti               | Comp        | Pres        | Reti        | Pres   | Reti   |
| ---------------- | ---------------- | ---------------- | ---------- | ---------- | --------------- | --------------- | --------------- | ------------------ | ------------------ | ------------------ | ----------- | ----------- | ----------- | ------ | ------ |
| 2005-2006        | Como             | D                | 3          | 1          | -               | -               | -               | -                  | -                  | -                  | -           | -           | -           | 3      | 1      |
| 2006-2007        | Como             | D                | 28         | 0          | -               | -               | -               | -                  | -                  | -                  | -           | -           | -           | 28     | 0      |
| Totale Como      | Totale Como      | Totale Como      | 31         | 1          |                 | -               | -               |                    | -                  | -                  |             | -           | -           | 31     | 1      |
| 2007-2008        | Renate           | D                | 9          | 0          | -               | -               | -               | -                  | -                  | -                  | -           | -           | -           | 9      | 0      |
| 2008-2009        | Renate           | D                | 31         | 8          | -               | -               | -               | -                  | -                  | -                  | -           | -           | -           | 31     | 8      |
| Totale Renate    | Totale Renate    | Totale Renate    | 40         | 8          |                 | -               | -               |                    | -                  | -                  |             | -           | -           | 40     | 8      |
| 2009-2010        | Vicenza          | B                | 38         | 4          | CI              | 1               | 0               | -                  | -                  | -                  | -           | -           | -           | 39     | 4      |
| 2010-2011        | Vicenza          | B                | 32         | 0          | CI              | 3               | 0               | -                  | -                  | -                  | -           | -           | -           | 35     | 0      |
| 2011-2012        | Vicenza          | B                | 33+2       | 2          | CI              | 1               | 0               | -                  | -                  | -                  | -           | -           | -           | 36     | 2      |
| 2012-gen. 2013   | Vicenza          | B                | 9          | 0          | CI              | 3               | 1               | -                  | -                  | -                  | -           | -           | -           | 12     | 1      |
| Totale Vicenza   | Totale Vicenza   | Totale Vicenza   | 112+2      | 6          |                 | 8               | 1               |                    | -                  | -                  |             | -           | -           | 122    | 7      |
| gen.-giu. 2013   | Sampdoria        | A                | 0          | 0          | -               | -               | -               | -                  | -                  | -                  | -           | -           | -           | 0      | 0      |
| 2013-gen. 2014   | Sampdoria        | A                | 7          | 0          | CI              | 1               | 0               | -                  | -                  | -                  | -           | -           | -           | 8      | 0      |
| Totale Sampdoria | Totale Sampdoria | Totale Sampdoria | 7          | 0          |                 | 1               | 0               |                    | -                  | -                  |             | -           | -           | 8      | 0      |
| gen.-giu. 2014   | Ternana          | B                | 21         | 1          | CI              | 0               | 0               | -                  | -                  | -                  | -           | -           | -           | 21     | 1      |
| 2014-2015        | Ternana          | B                | 41         | 2          | CI              | 1               | 0               | -                  | -                  | -                  | -           | -           | -           | 42     | 2      |
| Totale Ternana   | Totale Ternana   | Totale Ternana   | 62         | 3          |                 | 1               | 0               |                    | -                  | -                  |             | -           | -           | 63     | 3      |
| 2015-2016        | Avellino         | B                | 32         | 3          | CI              | 2               | 0               | -                  | -                  | -                  | -           | -           | -           | 34     | 3      |
| 2016-2017        | Avellino         | B                | 3          | 0          | CI              | 0               | 0               | -                  | -                  | -                  | -           | -           | -           | 3      | 0      |
| 2017-2018        | Avellino         | B                | 15         | 2          | CI              | 0               | 0               | -                  | -                  | -                  | -           | -           | -           | 15     | 2      |
| Totale Avellino  | Totale Avellino  | Totale Avellino  | 50         | 5          |                 | 2               | 0               |                    | -                  | -                  |             | -           | -           | 52     | 5      |
| 2018-2019        | Pordenone        | C                | 31         | 2          | CI-C            | 2               | 0               | -                  | -                  | -                  | -           | -           | -           | 33     | 2      |
| 2019-2020        | Pordenone        | B                | 35+2       | 4          | CI              | 1               | 0               | -                  | -                  | -                  | -           | -           | -           | 38     | 4      |
| 2020- feb. 2021  | Pordenone        | B                | 4          | 0          | CI              | 1               | 0               | -                  | -                  | -                  | -           | -           | -           | 5      | 0      |
| gen-giu. 2022    | Pordenone        | B                | 13         | 1          | -               | -               | -               | -                  | -                  | -                  | -           | -           | -           | 13     | 1      |
| Totale Pordenone | Totale Pordenone | Totale Pordenone | 83+2       | 7          |                 | 4               | 0               |                    | -                  | -                  |             | -           | -           | 89     | 7      |
| 2022-2023        | Renate           | C                | 10         | 0          | CI-C            | 2               | 0               | -                  | -                  | -                  | -           | -           | -           | 12     | 0      |
| Totale carriera  | Totale carriera  | Totale carriera  | 395+4      | 30         |                 | 18              | 1               |                    | -                  | -                  |             | -           | -           | 417    | 31     |

## Palmarès

### Club

#### Competizioni nazionali
- Serie C: 1

Pordenone: 2018-2019 (girone B)
- Supercoppa di Serie C: 1

Pordenone: 2019